# Sundance Film Festival 2021

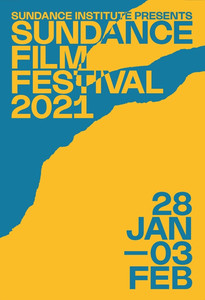
Locandina del Sundance Film Festival 2021

Il Sundance Film Festival 2021 si è svolto dal 28 gennaio al 3 febbraio 2021. La prima scaletta di film in concorso è stata annunciata il 15 dicembre 2020. A causa della pandemia di COVID-19, il festival ha combinato proiezioni di persona al Ray Theatre di Park City, Utah, con proiezioni tenute online, schermate e drive-in in 24 stati e territori degli Stati Uniti.

## Programma

### U.S. Dramatic
- CODA, regia di Sian Heder
- I Was a Simple Man, regia di Christopher Makoto Yogi
- Jockey, regia di Clint Bentley
- John and the Hole, regia di Pascual Sisto
- Mayday, regia di Karen Cinorre
- On the Count of Three, regia di Jerrod Carmichael
- Passing, regia di Rebecca Hall
- Superior, regia di Erin Vassilopoulos
- Together Together, regia di Nikole Beckwith
- Wild Indian, regia di Lyle Mitchell Corbine Jr.

### U.S. Documentary
- Ailey, regia di Jamila Wignot
- All Light, Everywhere, regia di Theo Anthony
- At the Ready, regia di Maisie Crow
- Cusp, regia di Parker Hill e Isabel Bethencourt
- Homeroom, regia di Peter Nicks
- Rebel Hearts, regia di Pedro Kos
- Rita Moreno: Just a Girl Who Decided to Go for It, regia di Mariem Pérez Riera
- Summer of Soul (...Or, When the Revolution Could Not Be Televised), regia di Questlove
- Try Harder!, regia di Debbie Lum
- Users, regia di Natalia Almada

### Premieres
- Amy Tan: Unintended Memoir by James Redford
- Bring Your Own Brigade, regia di Lucy Walker
- Eight for Silver, regia di Sean Ellis
- How It Ends, regia di Daryl Wein e Zoe Lister-Jones
- In the Earth, regia di Ben Wheatley
- In the Same Breath, regia di Nanfu Wang
- Judas and the Black Messiah, regia di Shaka King
- Land, regia di Robin Wright
- Marvelous and The Black Hole by Kate Tsang
- Mass, regia di Fran Kranz
- The Most Beautiful Boy in the World, regia di Kristina Lindström e Kristian Petri
- My Name is Pauli Murray, regia di Betsy West e Julie Cohen
- Philly D.A., regia di Ted Passon, Yoni Brook e Nicole Salazard
- Prisoners of the Ghostland, regia di Sion Sono
- The Sparks Brothers, regia di Edgar Wright
- Street Gang: How We Got to Sesame Street, regia di Marilyn Agrelo

### World Cinema Dramatic
- The Dog Who Wouldn't Be Quiet, regia di Ana Katz
- El Planeta, regia di Amalia Ulman
- Fire in the Mountains, regia di Ajitpal Singh
- Hive, regia di Blerta Basholli
- Human Factors, regia di Ronny Trocker
- Luzzu, regia di Alex Camilleri
- One for the Road, regia di Nattawut Poonpiriya
- The Pink Cloud, regia di Iuli Gerbase
- Pleasure, regia di Ninja Thyberg
- Prime Time, regia di Jakub Piątek

### World Cinema Documentary
- Faya Dayi by Jessica Beshir
- Flee (Flugt), regia di Jonas Poher Rasmussen
- Misha and the Wolves by Sam Hobkinson
- The Most Beautiful Boy in the World, regia di Kristina Lindström and Kristian Petri
- Playing With Sharks, regia di Sally Aitken
- President by Camilla Nielsson
- Sabaya by Hogir Hirori
- Taming the Garden by Salomé Jashi
- Writing With Fire by Rintu Thomas and Sushmit Ghosh

### Midnight
- Censor, regia di Prano Bailey-Bond
- Knocking, regia di Frida Kempff
- A Glitch in the Matrix, regia di Rodney Ascher
- Coming Home in the Dark, regia di James Ashcroft
- Mother Schmuckers, regia di Lenny Guit and Harpo Guit
- Violation, regia di Madeleine Sims-Fewer e Dusty Mancinelli

### Next
- The Blazing World, regia di Carlson Young
- Cryptozoo, regia di Dash Shaw
- First Date, regia di Manuel Crosby e Darren Knapp
- Ma Belle, My Beauty, regia di Marion Hill
- R#J, regia di Carey Williams
- Searchers, regia di Pacho Velez
- Son of Monarchs, regia di Alexis Gambis
- Strawberry Mansion, regia di Albert Birney e Kentucker Audley
- We're All Going to the World's Fair, regia di Jane Schoenbrun

### Spotlight
- Night of the Kings, regia di Philippe Lacôte
- The World to Come, regia di Mona Fastvold

## Premi
Sono stati assegnati i seguenti premi:

### Grand Jury Prizes
- U.S. Dramatic Competition – CODA (Siân Heder)
- U.S. Documentary Competition – Summer of Soul (Ahmir “Questlove” Thompson)
- World Cinema Dramatic Competition – Hive (Blerta Basholli)
- World Cinema Documentary Competition – Flee (Jonas Poher Rasmussen)

### Audience Awards
- U.S. Dramatic Competition – CODA (Siân Heder)
- U.S. Documentary Competition – Summer of Soul (Ahmir “Questlove” Thompson)
- World Cinema Dramatic Competition – Hive (Blerta Basholli)
- World Cinema Documentary Competition – Writing With Fire (Rintu Thomas and Sushmit Ghosh)
- NEXT – Ma Belle, My Beauty (Marion Hill)